# Cerithiopsis paucispiralis
Cerithiopsis paucispiralis is een slakkensoort uit de familie van de Cerithiopsidae. De wetenschappelijke naam van de soort is voor het eerst geldig gepubliceerd in 1989 door Rolán & Fernandes.